# Astragalus sinuatus
Astragalus sinuatus är en ärtväxtart som beskrevs av Charles Vancouver Piper. Astragalus sinuatus ingår i släktet vedlar, och familjen ärtväxter. Inga underarter finns listade i Catalogue of Life.